# Schieferhaus (Weißenbrunn)
Schieferhaus ist eine Wüstung auf dem Gemeindegebiet von Weißenbrunn im Landkreis Kronach (Oberfranken, Bayern).

## Geografie
Die Einöde bestehend aus zwei Wohngebäuden lag auf einer Höhe von 294 m ü. NHN am Leßbach, einem linken Zufluss der Rodach. Die beiden Anwesen erhielten unabhängig von Hummendorf die Hausnummern 1 und 2.

## Geschichte
Gegen Ende des 18. Jahrhunderts gehörte Schieferhaus zur Realgemeinde Hummendorf. Das Hochgericht übte das Rittergut Schmölz-Theisenort aus. Es hatte ggf. an das bambergische Centamt Kronach auszuliefern. Die Grundherrschaft über das Söldengut hatte das Rittergut Küps-Theisenort inne.
Mit dem Gemeindeedikt wurde Schieferhaus dem 1808 gebildeten Steuerdistrikt Küps und der 1818 gebildeten Ruralgemeinde Hummendorf zugewiesen. In den amtlichen Ortsverzeichnissen nach 1964 wurde der Ort nicht mehr aufgelistet. In einer topographischen Karte von 1968 wurde Schieferhaus letztmals namentlich erwähnt. Heute stehen an gleicher Stelle Haus Nr. 12 und 14 der Ortsstraße „Zur Schiefermühle“.

### Einwohnerentwicklung
| Jahr      | 001818 | 001861 | 001871 | 001885 | 001900 | 001925 | 001950 | 001961 |
| Einwohner |        | 11     | 7      | *      | 17 +   | 22 +   | 8 +    | 2 +    |
| Häuser    | 1      |        |        | *      | 2 +    | 3 +    | 1 +    | 1 +    |
| Quelle    | [ 7 ]  | [ 8 ]  | [ 9 ]  | [ 10 ] | [ 11 ] | [ 12 ] | [ 13 ] | [ 14 ] |

## Religion
Der Ort war ursprünglich rein evangelisch-lutherisch und nach Weißenbrunn gepfarrt.

## Weblink
- Schieferhaus in der Ortsdatenbank des bavarikon, abgerufen am 20. August 2021.